# Экслер, Вероника
Вероника Экслер (нем. Veronika Exler; род. 24 декабря 1990, Вена) — австрийская шахматистка, международный мастер среди женщин (2017). Двукратная победительница чемпионата Австрии по шахматам среди женщин (2013, 2018).

## Биография
В шахматы научилась играть в возрасте десяти лет. Была студенткой Венского университета, где изучала биологию и физику.
Многократная победительница чемпионата Австрии по шахматам среди девушек в различных возрастных группах: в 2004 году (U14), в 2005 и 2006 (U16), в 2007 году (U18).
В последующие годы успешно играла и в чемпионатах Австрии по шахматам среди женщин, в которых завоевала две золотые (2013, 2018), серебряную (2015) и две бронзовые (2009, 2014) медали.
Многократная победительница шахматной бундеслиги Австрии среди женщин в составе команды шахматного клуба «SV Wulkaprodersdorf» (2011/12, 2013/14).
Представляла сборную Австрии на крупнейших командных шахматных турнирах:
- в шахматных олимпиадах участвовала пять раз (2010—2018);
- в командном чемпионате Европы по шахматам участвовала пять раз (2009—2017).